# Hummelsta
Hummelsta is een plaats in de gemeente Enköping in het landschap Uppland en de provincie Uppsala län in Zweden. De plaats heeft 1005 inwoners (2005) en een oppervlakte van 69 hectare.
De meeste huizen in de plaats zijn vrijstaand er zijn echter ook een aantal rijtjeshuizen. De plaats is gelegen aan de Europese weg 18. Veel mensen die in de plaats wonen werken in Enköping en Västerås, in de plaats zelf is geen grote werkgever te vinden. In de plaats is een benzinestation en restaurant te vinden deze zijn beide geopend in de jaren vijftig. De school Hummelstaskolan ligt in de plaats deze school heeft circa 250 leerlingen.